# Suchawa (góra)
Suchawa (928 m n.p.m.) – wzniesienie w Sudetach Środkowych, w Górach Kamiennych, w zachodniej części pasma Gór Suchych.

## Położenie
Wzniesienie położone w zachodniej części Gór Suchych, na wschód od miejscowości Sokołowsko.
Jest to wzniesienie w kształcie pojedynczej kopuły o stromych zboczach, z płaską częścią szczytową i wyraźnie zaznaczonym wierzchołkiem.
Jest ono zbudowane ze skał wylewnych - permskich porfirów (trachitów), należących do północnego skrzydła niecki śródsudeckiej. Poniżej szczytu na północno-zachodnim zboczu na wysokości około 840 m n.p.m. położone są Czerwone Skałki, efektowne charakterystyczne odsłonięcia skalne.
Wzniesienie w całości porośnięte jest lasem regla dolnego.
Leży na terenie Parku Krajobrazowego Sudetów Wałbrzyskich.

## Turystyka
Przez szczyt prowadzi szlak turystyczny:
- niebieski – z Mieroszowa przez Rogowiec do Wałbrzycha

Na wierzchołku pozostałość po drewnianej platformie widokowej, z której można było zobaczyć panoramęKotliny Sokołowskiej, Gór Suchych, Masyw Lesistej i Dzikowca i Karkonoszy.